# Итея
Итея, или Итеа (лат. Itea; от др.-греч. ἰτέα — ива), — род деревянистых растений семейства Итеевые (Iteaceae).

## Ботаническое описание
Деревья, кустарники или лианы. Листья очерёдные, простые, с перистым жилкованием; пильчатые, зубчатые или цельные; прилистники мелкие, шиловидные или отсутствуют.
Цветки мелкие, правильные, обоеполые, собраны в многоцветковые верхушечные или пазушные метёлки или кисти. Чашелистиков 5, в основании сросшиеся в короткую трубку, приросшую к основанию завязи; лепестков 5. Тычинок 5, чередуются с лепестками; пыльники мелкие, продолговатые или яйцевидные, вскрываются продольными щелями, на верхушке с шаровидным выступом связника. Пестик 1, из 2 соединённых плодолистиков, завязь 2-гнёздная; столбиков 2, отдельных или сросшихся на верхушке; рылец 2, головчатые. Плод — септицидная коробочка с сохраняющимся околоцветником. Семян 20—30, тёмно-коричневые или желтовато-коричневые, узко-веретеновидные или яйцевидные, с крупным изогнутым зародышем; эндосперм мясистый.

## Распространение
Ареал дизъюнктивный с характерным для третичных реликтов разъединением между 3 частями:
- приатлантическая Северная Америка (один вид: Itea virginica);
- Тропическая Африка (один вид: Itea rhamnoides);
- Южная, Юго-Восточная и Восточная Азия (остальные виды).

## Виды
Род включает около 30 видов:
- Itea amoena Chun
- Itea chinensis Hook. & Arn. — Итея китайская
- Itea coriacea Y.C.Wu
- Itea glutinosa Hand.-Mazz.
- Itea ilicifolia Oliv. — Итея падуболистная
- Itea indochinensis Merr.
- Itea japonica Oliv. — Итея японская
- Itea kiukiangensis C.C.Huang & S.C.Huang
- Itea kwangsiensis H.T.Chang
- Itea macrophylla Wall. — Итея крупнолистная
- Itea maesifolia Elmer
- Itea nutans Royle
- Itea oldhamii C.K.Schneid.
- Itea omeiensis C.K.Schneid.
- Itea parviflora Hemsl.
- Itea rhamnoides (Harv.) Kubitzki
- Itea riparia Collett & Hemsl.
- Itea virginica L. typus[1] — Итея виргинская
- Itea yangchunensis S.Y.Jin
- Itea yunnanensis Franch.